# Kamuflaż
Kamuflaż – czynność wykonywana przez zwierzęta w celu ukrycia się przed drapieżnikami lub potencjalnymi ofiarami.

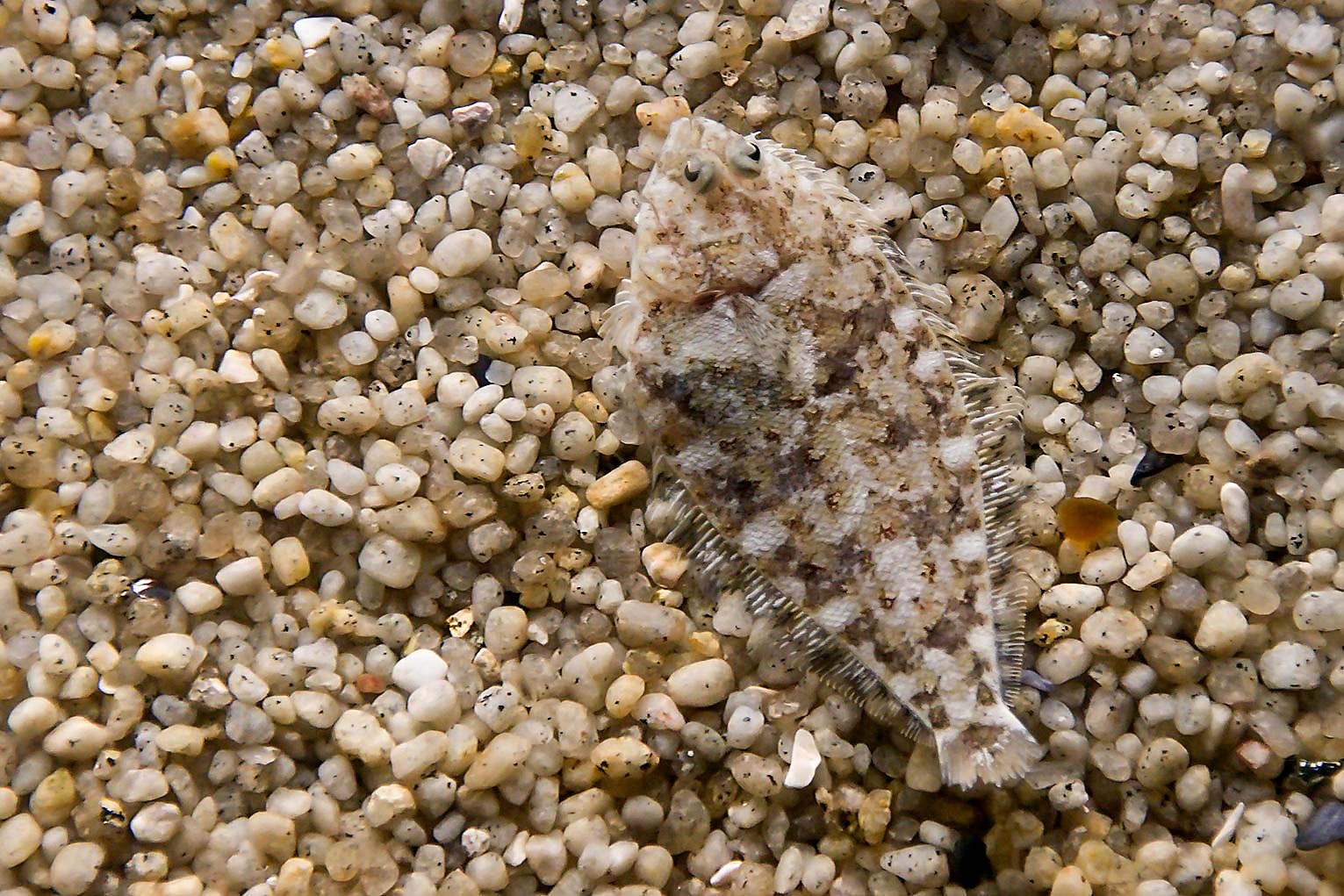
Flądra
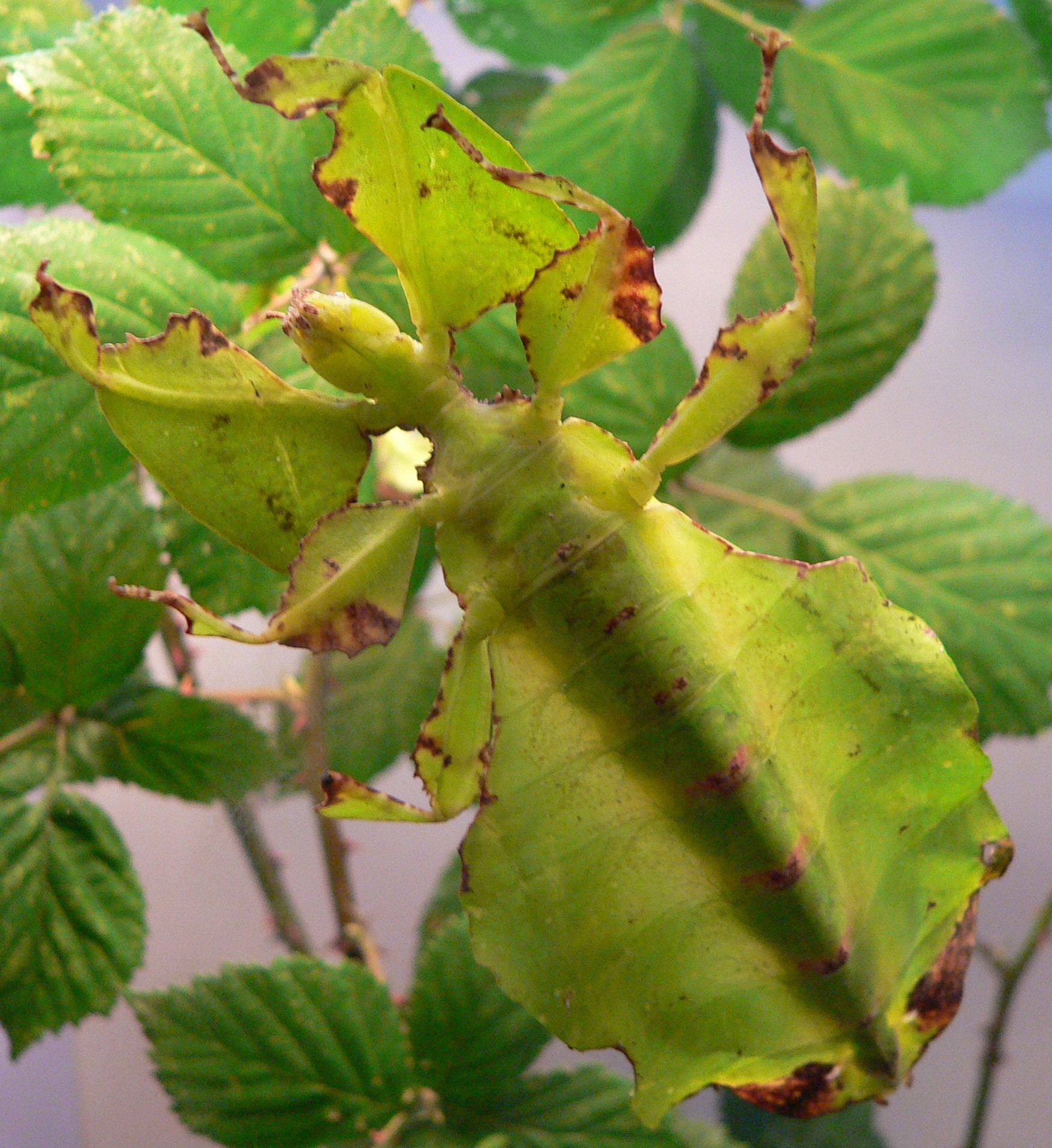
Liściec olbrzymi
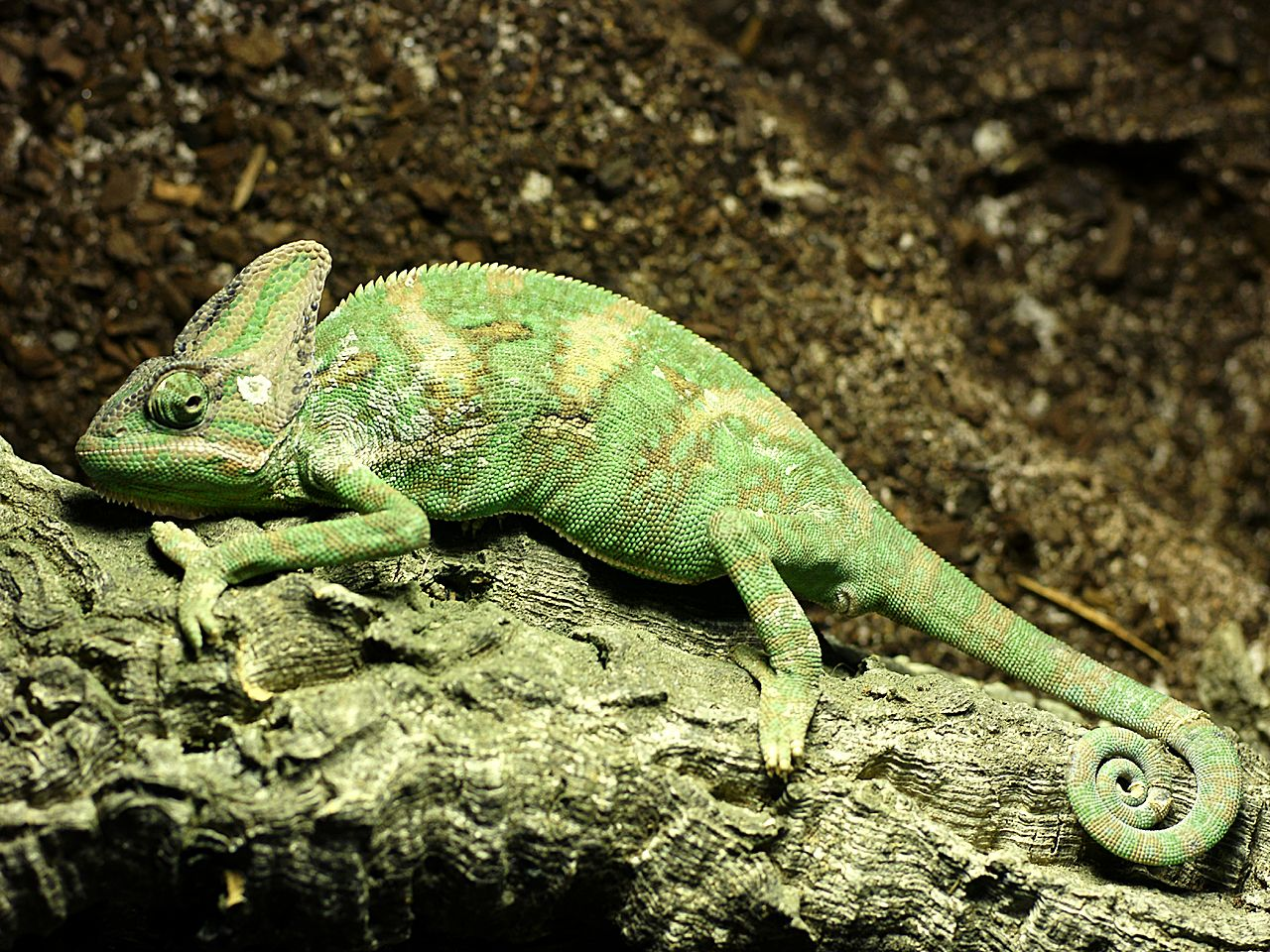
Kameleon jemeński
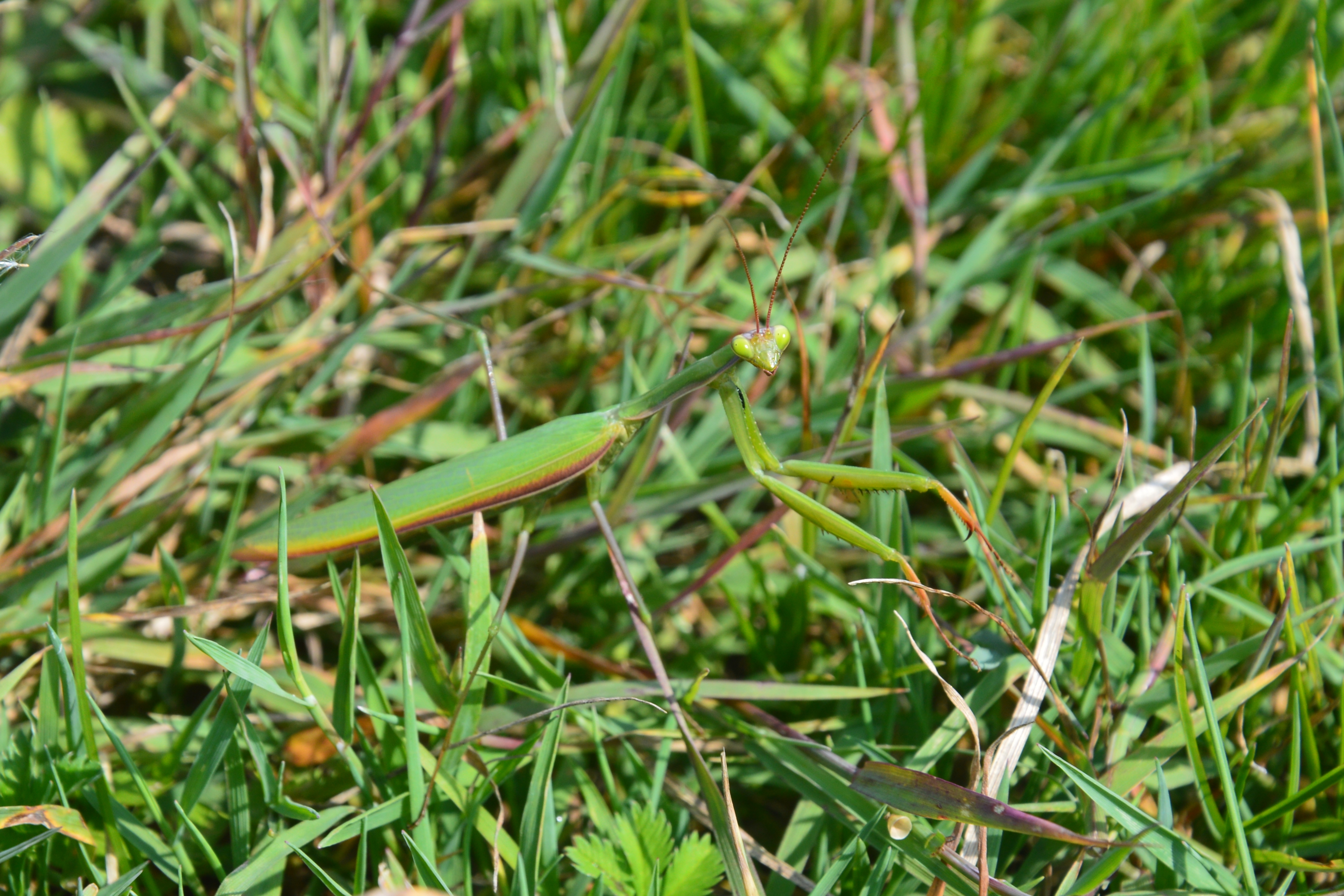
Modliszka zwyczajna

Sposoby kamuflowania się u zwierząt:
- dostosowują barwę swojego ciała do otoczenia (np. żaba),
- utrudniają drapieżnikom widoczność poprzez uwalnianie specjalnych substancji chemicznych do otoczenia (np. mątwa),
- wywołują zmętnianie wody (np. sola),
- upodobniają kształt swojego ciała do elementów otaczającego je środowiska (np. patyczak do patyków),

Niektóre małe ryby żyjące wśród raf koralowych w okolicy ogona mają dużą, czarną plamę. Ma ona zmylić przeciwnika, gdyż z daleka daje wrażenie oka dużej ryby.